# سدار گروو، شهرستان فردریک، ویرجینیا
سدار گروو (به انگلیسی: Cedar Grove) یک منطقهٔ مسکونی در ایالات متحده آمریکا است که در شهرستان فردریک، ویرجینیا واقع شده‌است.